# Estación Uribelarrea
Uribelarrea es una estación ferroviaria ubicada en la localidad homónima, en el partido de Cañuelas, Provincia de Buenos Aires, Argentina.

## Servicios
Desde noviembre de 2015 se implementa un servicio regular entre Cañuelas y Lobos, parando también en Empalme Lobos. Hay dos servicios matutinos y dos vespertinos en cada sentido.